# 黑尾角鯊
黑尾角鯊（學名：Squalus melanurus）是角鯊屬下的一種鯊魚，分佈在新喀里多尼亞的中太平洋，水深320米處。牠們身長可達75厘米。
黑尾角鯊以燈籠魚、帆鰭魚、魣蜥魚及鲬魚為食物。牠們會捲曲身體及以第二背鰭鰭棘來防禦敵人。
黑尾角鯊的背鰭端、尾部邊及尾腹突是黑色的。
牠們是卵胎生的。